# Xã Au Train, Michigan
Xã Au Train (tiếng Anh: Au Train Township) là một xã thuộc quận Alger, tiểu bang Michigan, Hoa Kỳ. Năm 2010, dân số của xã này là 1.138 người.